# Papaver radicatum
Papaver radicatum is de botanische naam van een kruipende klaproos. De soort komt van nature voor in de toendra's en rotsige bodems in polaire streken zoals Noord-Canada, Groenland, IJsland, Noord-Scandinavië, Nova Zembla en Noord-Siberië.
... · 
P. alpinum · 
P. argemone (Ruige klaproos) · 
P. bracteatum · 
P. californicum · 
P. dahlianum · 
P. dubium (Bleke klaproos) · 
P. hybridum (Bastaardklaproos) · 
P. nudicaule · 
P. orientale (Reuzenklaproos) · 
P. radicatum · 
P. rhoeas (Grote klaproos) · 
P. rupifragum · 
P. rupifragum var. atlanticum (Donzige klaproos) · 
P. somniferum (Slaapbol) · 
P. umbonatum · 
...